# 古鉤頭虫綱
古鉤頭虫綱(ここうとうちゅうこう、Palaeacanthocephala)は、鉤頭動物門の中の綱の1つである。成体は主に魚や水鳥、海生哺乳類等に寄生して栄養を得る。
皮下細胞の細胞核は断片化していて、原鉤頭虫綱では常に8つのセメント腺を持つのに対して、オスは2つから7つのセメント腺を持つ。
次の2つの目に分かれる。
- コウトウチュウ目 (Echinorhynchida)
- ポリモルフス目 (Polymorphida)